# Élections locales roumaines de 2016
Des élections locales ont lieu en Roumanie le 5 juin 2016.

## Mode de scrutin
Ces élections ont pour but d'élire les membres de tous les organes des collectivités territoriales :
- les conseils des communes, villes et municipalités (consilii locale), et les conseils de secteurs de Bucarest (consilii locale de sector)
- les maires (primarii)
  - des communes, villes et municipalités
  - des secteurs de Bucarest (primarii de sector)
  - et le maire général de la municipalité de Bucarest (Primarul general al Municipiului București)
- les 41 conseils de județ (Consilii județene), et le Conseil général de la municipalité de Bucarest (Consiliul general al Municipiului București)
- les 41 présidents de conseils de județ (Președinții consiliilor județene)

## Județe

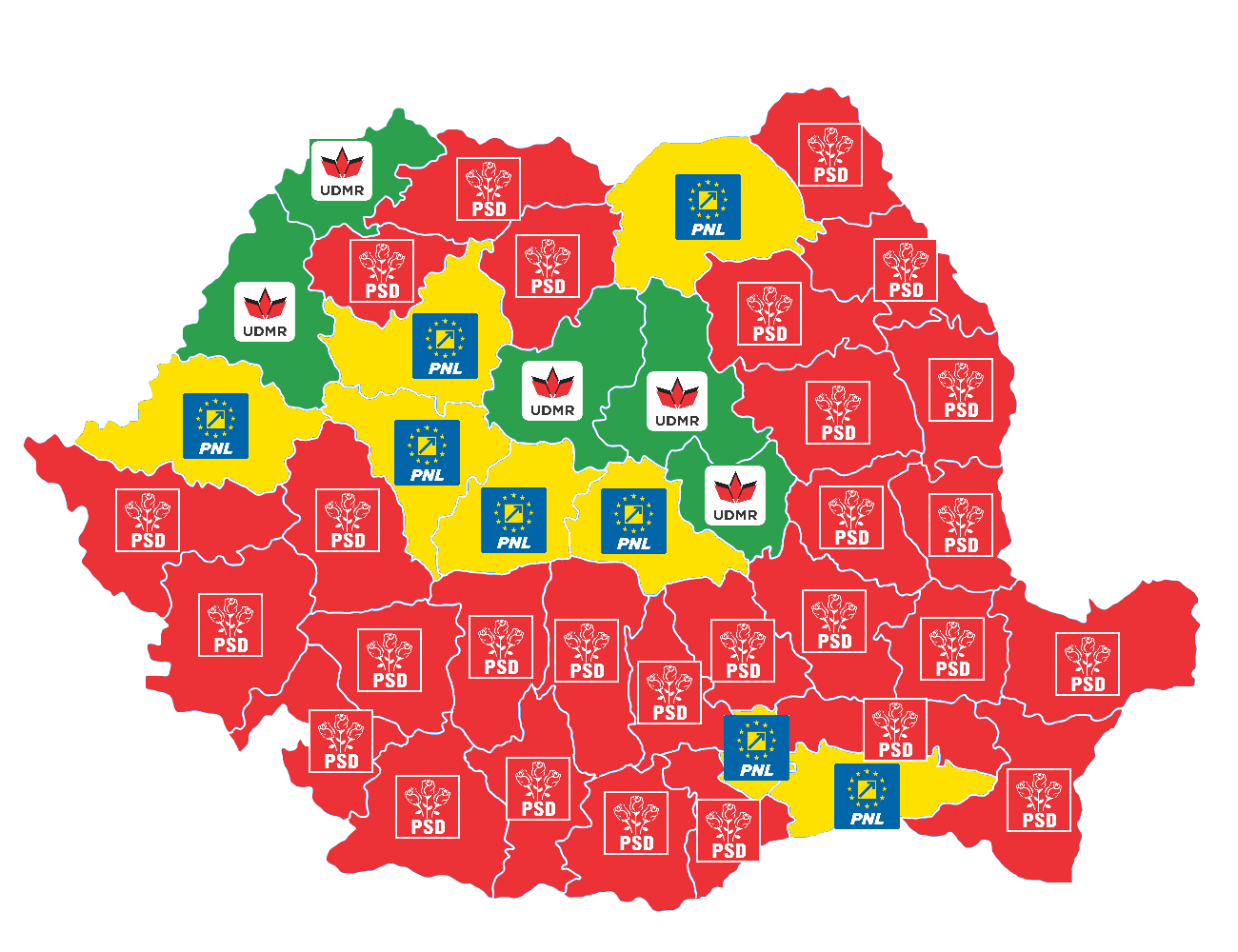
Présidents des conseils de județ par parti en 2016.

| Județ           | Président                     | Président | Président | Président            | Président | Président | Conseillers | Conseillers | Conseillers | Conseillers | Conseillers | Conseillers | Conseillers | Conseillers | Conseillers | Conseillers | Conseillers | Conseillers | Conseillers | Conseillers | Conseillers |
| Județ           | Sortant                       | Parti     | Parti     | Élu                  | Parti     | Parti     | PSD         | PNL         | UDMR        | ALDE        | PMP         | UNPR        | FDGR        | PER         | PSRo        | PCM         | PPMT        | Ind.        | PPAM        | PND         | PNȚCD       |
| --------------- | ----------------------------- | --------- | --------- | -------------------- | --------- | --------- | ----------- | ----------- | ----------- | ----------- | ----------- | ----------- | ----------- | ----------- | ----------- | ----------- | ----------- | ----------- | ----------- | ----------- | ----------- |
| Alba            | Ion Dumitrel                  |           | PNL       | Ion Dumitrel         |           | PNL       | 9           | 19          |             | 3           | 2           |             |             |             |             |             |             |             |             |             |             |
| Arad            | Nicolae Ioțcu                 |           | PNL       | Iustin Cionca        |           | PNL       | 11          | 16          | 2           | 2           | 2           |             |             |             |             |             |             |             |             |             |             |
| Argeș           | Constantin Nicolescu          |           | PSD       | Dan Manu             |           | PSD       | 20          | 8           |             | 3           | 2           |             |             |             |             |             |             |             | 2           |             |             |
| Bacău           | Dragoș Benea                  |           | PSD       | Sorin Brașoveanu     |           | PSD       | 17          | 11          |             | 5           |             |             |             |             | 3           |             |             | 1           |             |             |             |
| Bihor           | Cornel Popa                   |           | PNL       | Sándor Pásztor       |           | UDMR      | 9           | 17          | 7           | 2           |             |             |             |             |             |             |             |             |             |             |             |
| Bistrița-Năsăud | Radu Moldovan                 |           | PSD       | Radu Moldovan        |           | PSD       | 19          | 9           |             | 3           |             |             |             |             |             |             |             |             |             |             |             |
| Botoșani        | Constantin Conțac             |           | PSD       | Costică Macaleți     |           | PSD       | 18          | 15          |             |             |             |             |             |             |             |             |             |             |             |             |             |
| Brașov          | Aristotel Căncescu            |           | PNL       | Adrian Veștea        |           | PNL       | 11          | 16          | 3           |             |             |             | 2           | 3           |             |             |             |             |             |             |             |
| Brăila          | Viorel Mortu                  |           | PSD       | Francisk Chiriac     |           | PSD       | 14          | 12          |             | 2           | 2           |             |             |             |             |             |             | 1           |             | 2           |             |
| Buzău           | Marian Cristinel Bâgiu        |           | PNL       | Petre Emanoil Neagu  |           | PSD       | 20          | 9           |             | 2           |             |             |             |             | 2           |             |             |             |             |             |             |
| Caraș-Severin   | Sorin Frunzăverde             |           | PNL       | Romeo Dumitrescu     |           | PNL       | 14          | 13          |             |             | 2           | 2           |             |             |             |             |             |             |             |             |             |
| Călărași        | Răducu Filipescu              |           | PNL       | Vasile Iliuță        |           | PNL       | 12          | 17          |             | 2           |             |             |             |             |             |             |             |             |             |             |             |
| Cluj            | Mihai Seplecan                |           | PNL       | Alin Tișe            |           | PNL       | 12          | 18          | 7           |             |             |             |             |             |             |             |             |             |             |             |             |
| Constanța       | Nicușor Daniel Constantinescu |           | PSD       | Horia Țuțuianu       |           | PSD       | 16          | 15          |             | 3           | 3           |             |             |             |             |             |             |             |             |             |             |
| Covasna         | Tamas Sandor                  |           | UDMR      | Tamas Sandor         |           | UDMR      | 3           | 3           | 20          |             |             |             |             |             |             | 2           | 3           |             |             |             |             |
| Dâmbovița       | Adrian Tutuianu               |           | PSD       | Adrian Țuțuianu      |           | PSD       | 22          | 13          |             |             |             |             |             |             |             |             |             |             |             |             |             |
| Dolj            | Ion Prioteasa                 |           | PSD       | Ion Prioteasa        |           | PSD       | 25          | 12          |             |             |             |             |             |             |             |             |             |             |             |             |             |
| Galați          | Nicolae Bacalbașa             |           | PSD       | Costel Fotea         |           | PSD       | 15          | 9           |             | 4           | 3           | 3           |             |             |             |             |             | 1           |             |             |             |
| Giurgiu         | Vasile Mustățea               |           | PNL       | Marian Mina          |           | PSD       | 20          | 8           |             | 3           |             |             |             |             |             |             |             |             |             |             |             |
| Gorj            | Ion Călinoiu                  |           | PSD       | Cosmin Popescu       |           | PSD       | 16          | 9           |             | 3           | 3           |             |             |             | 2           |             |             |             |             |             |             |
| Harghita        | Csaba Borboly                 |           | UDMR      | Csaba Borboly        |           | UDMR      | 3           | 2           | 19          |             |             |             |             |             |             | 4           | 3           |             |             |             |             |
| Hunedoara       | Adrian Nicolae David          |           | PNL       | Laurențiu Nistor     |           | PSD       | 18          | 15          |             |             |             |             |             |             |             |             |             |             |             |             |             |
| Ialomița        | Vasile Silvian Ciupercă       |           | PSD       | Victor Moranu        |           | PSD       | 18          | 10          |             | 3           |             |             |             |             |             |             |             |             |             |             |             |
| Iași            | Cristian Mihai Adomniței      |           | PNL       | Maricel Popa         |           | PSD       | 17          | 12          |             | 3           | 3           | 2           |             |             |             |             |             |             |             |             |             |
| Ilfov           | Marian Petrache               |           | PNL       | Marian Petrache      |           | PNL       | 12          | 16          |             | 3           | 2           |             |             |             |             |             |             |             |             |             |             |
| Maramureș       | Zamfir Ciceu                  |           | Ind.      | Gabriel Zetea        |           | PSD       | 14          | 9           | 2           |             | 3           | 3           |             | 2           | 1           |             |             |             |             |             | 1           |
| Mehedinți       | Aladin Georgescu              |           | PSD       | Aladin Georgescu     |           | PSD       | 18          | 11          |             | 2           |             |             |             |             |             |             |             |             |             |             |             |
| Mureș           | Ciprian Dobre                 |           | PNL       | Péter Ferenc         |           | UDMR      | 10          | 10          | 15          |             |             |             |             |             |             |             |             |             |             |             |             |
| Neamț           | Constantin Iacoban            |           | UNPR      | Ionel Arsene         |           | PSD       | 15          | 14          |             | 2           | 2           | 2           |             |             |             |             |             |             |             |             |             |
| Olt             | Paul Stănescu                 |           | PSD       | Marius Oprescu       |           | PSD       | 19          | 9           |             | 3           |             | 2           |             |             |             |             |             |             |             |             |             |
| Prahova         | Mircea Cosma                  |           | PSD       | Bogdan Toader        |           | PSD       | 15          |             | 4           | 2           |             |             |             |             |             |             |             |             |             |             |             |
| Satu Mare       | Adrian Ștef                   |           | ALDE      | Csaba Pataki         |           | UDMR      | 9           | 7           | 13          | 4           |             |             |             |             |             |             |             |             |             |             |             |
| Sălaj           | Tiberiu Marc                  |           | PSD       | Tiberiu Marc         |           | PSD       | 12          | 10          | 7           |             |             | 2           |             |             |             |             |             |             |             |             |             |
| Sibiu           | Constantin Șovăială           |           | PNL       | Daniela Cîmpean      |           | PNL       | 12          | 13          |             |             |             |             | 8           |             |             |             |             |             |             |             |             |
| Suceava         | Cătălin Nechifor              |           | PSD       | Gheorghe Flutur      |           | PNL       | 16          | 21          |             |             |             |             |             |             |             |             |             |             |             |             |             |
| Teleorman       | Adrian Gâdea                  |           | PSD       | Adrian Gâdea         |           | PSD       | 18          | 11          |             | 2           | 2           |             |             |             |             |             |             |             |             |             |             |
| Timiș           | Titu Bojin                    |           | PSD       | Sorin Grindeanu      |           | PSD       | 16          | 14          |             | 2           | 2           | 3           |             |             |             |             |             |             |             |             |             |
| Tulcea          | Horia Teodorescu              |           | PSD       | Horia Teodorescu     |           | PSD       | 14          | 12          |             | 3           | 2           |             |             |             |             |             |             |             |             |             |             |
| Vaslui          | Dumitru Buzatu                |           | PSD       | Dumitru Buzatu       |           | PSD       | 20          | 10          |             | 3           |             |             |             |             |             |             |             |             |             |             |             |
| Vâlcea          | Gheorghe Păsat                |           | PSD       | Constantin Rădulescu |           | PSD       | 14          | 13          |             | 3           |             |             |             | 3           |             |             |             |             |             |             |             |
| Vrancea         | Marian Oprișan                |           | PSD       | Marian Oprișan       |           | PSD       | 18          | 13          |             | 2           |             |             |             |             |             |             |             |             |             |             |             |
| Total           | Total                         | Total     | Total     | Total                | Total     | Total     | 612         | 496         | 95          | 76          | 37          | 19          | 10          | 8           | 8           | 6           | 6           | 3           | 2           | 2           | 1           |
| Județ           | Sortant                       | Parti     | Parti     | Élu                  | Parti     | Parti     | PSD         | PNL         | UDMR        | ALDE        | PMP         | UNPR        | FDGR        | PER         | PSRo        | PCM         | PPMT        | Ind.        | PPAM        | PND         | PNȚCD       |
| Județ           | Président                     | Président | Président | Président            | Président | Président | Conseillers | Conseillers | Conseillers | Conseillers | Conseillers | Conseillers | Conseillers | Conseillers | Conseillers | Conseillers | Conseillers | Conseillers | Conseillers | Conseillers | Conseillers |

## Bucarest

### Maire général et Conseil général de la municipalité de Bucarest
| Candidat              | Parti       | Voix    | %     |
| --------------------- | ----------- | ------- | ----- |
| Gabriela Firea        | PSD         | 246 553 | 42,97 |
| Nicușor Dan           | USB         | 175 119 | 30,52 |
| Cătălin Predoiu       | PNL         | 64 186  | 11,18 |
| Robert Turcescu       | PMP         | 37 098  | 6,46  |
| Daniel Barbu          | ALDE        | 17 455  | 3,04  |
| Cătălin Ioan Berenghi | Indépendant | 10 639  | 1,85  |
| Bogdan Diaconu        | PRU         | 8 356   | 1,45  |
| Adrian Severin        | PDS         | 8 234   | 1,43  |
| Iulia Gorea-Costin    | PNȚCD       | 2 387   | 0,41  |
| Petrică Dima          | PSR         | 2 377   | 0,41  |
| Niculae Neamțu        | PRR         | 867     | 0,15  |
| Mirel Mircea Amariței | Prodemo     | 504     | 0,08  |

### Secteur 1
- Maire sortant : Andrei Chiliman (PNL)

| Candidat          | Parti       | Voix   | %     |
| ----------------- | ----------- | ------ | ----- |
| Dan Tudorache     | PSD         | 23 220 | 31,07 |
| Clotilde Armand   | USB         | 21 504 | 28,77 |
| Alexandru Nazare  | PNL         | 14 630 | 19,57 |
| Eugen Tomac       | PMP         | 5 473  | 7,32  |
| Laura Chiriac     | ALDE        | 5 357  | 7,16  |
| Gheorghe Pădure   | Indépendant | 1 767  | 2,36  |
| Andrei Piticaș    | PRU         | 905    | 1,21  |
| Ionuț Chermenschi | PER         | 831    | 1,11  |
| Carmen Petroșel   | PSR         | 575    | 0,76  |
| Maria Chirtoacă   | PDS         | 469    | 0,62  |

### Secteur 2
- Maire sortant : Neculai Onțanu (UNPR)

| Candidat                   | Parti     | Voix   | %     |
| -------------------------- | --------- | ------ | ----- |
| Mugur-Mihai Toader         | PSD       | 33 527 | 32,83 |
| Dan-Cristian Popescu       | PNL       | 23 562 | 23,07 |
| Antoaneta Bugner           | USB       | 16 360 | 16,02 |
| Dumitriu Pelican           | PER       | 14 192 | 13,89 |
| Radu Cristescu             | PMP       | 5 806  | 5,68  |
| Stelian Damov              | ALDE      | 4 178  | 4,09  |
| Augustin Hagiu             | PRU       | 2 424  | 2,37  |
| Andrei-Răzvan Condurăţeanu | PSRO (en) | 627    | 0,61  |
| Gigel Andrabulea           | PDS       | 586    | 0,57  |
| Rodica Roman               | PSR       | 544    | 0,53  |
| Cezar-Cătălin Marin        | PPU       | 303    | 0,29  |

### Secteur 3
- Maire sortant : Robert Negoiță (PSD)

| Candidat                | Parti       | Voix   | %     |
| ----------------------- | ----------- | ------ | ----- |
| Robert Negoiță          | PSD         | 74 645 | 60,25 |
| Roxana Wring            | USB         | 21 041 | 16,98 |
| Cristina Pocora         | PNL         | 11 653 | 9,40  |
| Cristian Petrescu       | PMP         | 6 219  | 5,02  |
| Elena Petrescu          | ALDE        | 2 891  | 2,33  |
| Daniel-Florin Ghiță     | PRU         | 2 020  | 1,63  |
| Florin-Ștefan Vasile    | PDS         | 1 844  | 1,48  |
| Constantin Panait       | Indépendant | 1 795  | 1,44  |
| Cristel Sabău           | PER         | 1 305  | 1,05  |
| Tudor-Gabriel Turiceanu | PPU         | 466    | 0,37  |

### Secteur 4
- Maire sortant : Daniel Băluță (PSD)

| Candidat                  | Parti     | Voix   | %     |
| ------------------------- | --------- | ------ | ----- |
| Daniel Băluță             | PSD       | 33 606 | 38,94 |
| Răzvan Sava               | PNL       | 18 979 | 21,99 |
| Dumitru Dobrev            | USB       | 15 454 | 17,90 |
| Ștefănel-Dan Marin        | PMP       | 6 056  | 7,01  |
| Ovidiu Zară               | PML       | 5 051  | 5,85  |
| Ștefan Spiridon           | ALDE      | 2 923  | 3,38  |
| Radu-Răzvan Bratu-Iorga   | PRU       | 1 535  | 1,77  |
| Virgil Nicorescu          | PDS       | 1 305  | 1,51  |
| Paul Constantin Marinescu | PSR       | 765    | 0,88  |
| Constantin-Titian Filip   | PSRO (en) | 618    | 0,71  |

### Secteur 5
- Maire sortant : Dan Iulian Croitoru (PNL)

| Candidat                | Parti       | Voix   | %     |
| ----------------------- | ----------- | ------ | ----- |
| Daniel Florea           | PSD         | 26 763 | 36,60 |
| Ovidiu Raețchi          | PNL         | 19 232 | 26,30 |
| Marian-Daniel Vanghelie | PDS         | 15 227 | 20,82 |
| Aurel-Cătălin Stochiță  | Indépendant | 5 476  | 7,48  |
| Dan Marian              | ALDE        | 3 663  | 5,00  |
| Bogdan-Alexandru Lencu  | PRU         | 2 754  | 3,76  |

### Secteur 6
- Maire sortant : Rareș Mănescu (PNL)

| Candidat               | Parti       | Voix   | %     |
| ---------------------- | ----------- | ------ | ----- |
| Gabriel Mutu           | PSD         | 39 834 | 36,91 |
| Mihai Daneș            | USB         | 22 430 | 20,78 |
| Ștefan-Viorel Florescu | Indépendant | 17 170 | 15,91 |
| Răzvan Mironescu       | PNL         | 13 143 | 12,18 |
| Ștefan Enache          | PMP         | 7 058  | 6,54  |
| Robert Stan            | ALDE        | 4 720  | 4,37  |
| Ioan Dinuță            | PRU         | 2 415  | 2,23  |
| Alexandru Magherescu   | PDS         | 1 127  | 1,04  |

## Municipalités
| Municipalité          | Maire                      | Maire | Maire | Maire                       | Maire | Maire |
| Municipalité          | Sortant                    | Parti | Parti | Élu                         | Parti | Parti |
| --------------------- | -------------------------- | ----- | ----- | --------------------------- | ----- | ----- |
| Adjud                 | Constantin Armencea        |       | PSD   | Constantin Armencea         |       | PSD   |
| Aiud                  | Mihai Horațiu Josan        |       | PNL   | Oana Badea                  |       | PNL   |
| Alba Iulia            | Mircea Hava                |       | PNL   | Mircea Hava                 |       | PNL   |
| Alexandria            | Victor Drăgușin            |       | PSD   | Victor Drăgușin             |       | PSD   |
| Arad                  | Gheorghe Falcă             |       | PNL   | Gheorghe Falcă              |       | PNL   |
| Bacău                 | Ilie Bîrzu                 |       | PNL   | Cosmin Necula               |       | PSD   |
| Baia Mare             | Cătălin Cherecheș          |       | UNPR  | Cătălin Cherecheș           |       | UNPR  |
| Băilești              | Costel Pistrițu            |       | PNL   | Costel Pistrițu             |       | PNL   |
| Bârlad                | Constantin Constantinescu  |       | PSD   | Dumitru Boroș               |       | PSD   |
| Beiuș                 | Adrian Domocoș             |       | PNL   | Petru Mlendea               |       | PNL   |
| Bistrița              | Ovidiu Cretu               |       | PSD   | Ovidiu Cretu                |       | PSD   |
| Blaj                  | Gheorghe Rotar             |       | PNL   | Gheorghe Rotar              |       | PNL   |
| Botoșani              | Ovidiu Iulian Portariuc    |       | PSD   | Catalin Flutur              |       | PNL   |
| Bran                  | Dorel Rădăcină             |       | Ind.  | Dorel Rădăcină              |       | Ind.  |
| Brăila                | Aurel Gabriel Simionescu   |       | PSD   | Marian Dragomir             |       | PSD   |
| Brașov                | George Scripcaru           |       | Ind.  | George Scripcaru            |       | Ind.  |
| Buzău                 | Fănică Bârlă               |       | PSD   | Constantin Toma             |       | PSD   |
| Calafat               | Mircea-Marinel Guță        |       | PNL   | Lucian Ciobanu              |       | PSD   |
| Călărași              | Daniel Ştefan Drăgulin     |       | PNL   | Daniel Ştefan Drăgulin      |       | PNL   |
| Câmpia Turzii         | Radu Ioan Hanga            |       | ALDE  | Dorin Lojigan               |       | PNL   |
| Câmpina               | Horia Tiseanu              |       | PNL   | Horia Tiseanu               |       | PNL   |
| Câmpulung             | Liviu Țâroiu               |       | PSD   | Liviu Țâroiu                |       | PSD   |
| Câmpulung Moldovenesc | Mihăiță Negură             |       | PNL   | Mihăiță Negură              |       | PNL   |
| Caransebeș            | Marcel Vela                |       | PNL   | Felix-Cosmin Borcean        |       | PNL   |
| Carei                 | Jenő Kovács                |       | UDMR  | Jenő Kovács                 |       | UDMR  |
| Cluj-Napoca           | Emil Boc                   |       | PNL   | Emil Boc                    |       | PNL   |
| Codlea                | Cătălin Muntean            |       | PNL   | Cătălin Muntean             |       | PNL   |
| Constanța             | Decebal Făgădău            |       | PSD   | Decebal Făgădău             |       | PSD   |
| Craiova               | Lia Olguța Vasilescu       |       | PSD   | Lia Olguța Vasilescu        |       | PSD   |
| Curtea de Argeș       | Nicolae Diaconu            |       | PSD   | Constantin Panțurescu       |       | PSD   |
| Dej                   | Costan Morar               |       | PSD   | Costan Morar                |       | PSD   |
| Deva                  | Petru Mărginean            |       | PNL   | Mircea Muntean              |       | PSRo  |
| Dorohoi               | Dorin Alexandrescu         |       | PSD   | Dorin Alexandrescu          |       | PSD   |
| Drăgășani             | Cristian Nedelcu           |       | PSD   | Cristian Nedelcu            |       | PSD   |
| Drobeta-Turnu Severin | Constantin Gherghe         |       | PNL   | Marius Screciu              |       | PNL   |
| Făgăraș               | Sorin Mănduc               |       | PNL   | Gheorghe Sucaciu            |       | Ind.  |
| Fălticeni             | Cătălin Gheorghe Coman     |       | PSD   | Gheorghe Cătălin Coman      |       | PSD   |
| Fetești               | Gheorghe Catrinoiu         |       | PNL   | Sorin Gafițoi               |       | PSD   |
| Focșani               | Decebal Bacinschi          |       | PSD   | Ioan Ștefan                 |       | PNL   |
| Galați                | Marius Stan                |       | UNPR  | Ionuț Pucheanu              |       | PSD   |
| Giurgiu               | Nicolae Barbu              |       | PSD   | Nicolae Barbu               |       | PSD   |
| Gheorgheni            | János Mezei                |       | PCM   | János Mezei                 |       | PCM   |
| Gherla                | Călin Marius Sabo          |       | PNL   | Ioan Neselean               |       | PSD   |
| Hunedoara             | Viorel Arion               |       | PNL   | Dan Bobouțanu               |       | PSD   |
| Huși                  | Ioan Ciupilan              |       | PSD   | Ioan Ciupilan               |       | PSD   |
| Iași                  | Mihai Chirica              |       | PSD   | Mihai Chirica               |       | PSD   |
| Lugoj                 | Constantin Francisc Boldea |       | PSD   | Constantin Francisc Boldea  |       | PSD   |
| Lupeni                | Cornel Resmeriță           |       | PSD   | Cornel Resmeriță            |       | PSD   |
| Mangalia              | Cristian Radu              |       | PNL   | Cristian Radu               |       | PNL   |
| Marghita              | Zoltán Pocsaly             |       | UDMR  | Zoltán Pocsaly              |       | UDMR  |
| Mediaș                | Teodor Neamțu              |       | PNL   | Gheorghe Roman              |       | PNL   |
| Medgidia              | Marian Iordache            |       | PNL   | Valentin Vrabie             |       | Ind.  |
| Miercurea-Ciuc        | Róbert Ráduly              |       | UDMR  | Róbert Ráduly               |       | UDMR  |
| Moinești              | Viorel Ilie                |       | ALDE  | Viorel Ilie                 |       | ALDE  |
| Moreni                | Vasile Goran               |       | PSD   | Constantin Dinu             |       | PSD   |
| Motru                 | Dorin Hanu                 |       | PSD   | Gigel Jianu                 |       | PNL   |
| Oltenița              | Petre Țone                 |       | PSD   | Petre Țone                  |       | PSD   |
| Odorheiu Secuiesc     | Bunta Levente              |       | UDMR  | Árpád Gálfi                 |       | PCM   |
| Onești                | Alexandru Cristea          |       | UNPR  | Nicolae Gnatiuc             |       | PSD   |
| Oradea                | Ilie Bolojan               |       | PNL   | Ilie Bolojan                |       | PNL   |
| Orăștie               | Ovidiu Laurențiu Bălan     |       | PSD   | Ovidiu Laurențiu Bălan      |       | PSD   |
| Orșova                | Ion Manea                  |       | PSD   | Marius-Simion Stoica        |       | PSD   |
| Pașcani               | Dumitru Pantazi            |       | PSD   | Dumitru Pantazi             |       | PSD   |
| Petroșani             | Tiberiu Iacob-Ridzi        |       | PNL   | Tiberiu Iacob-Ridzi         |       | PNL   |
| Piatra Neamț          | Gheorghe Ștefan            |       | PNL   | Dragoș Victor Chitic        |       | PNL   |
| Pitești               | Tudor Pendiuc              |       | PSD   | Cornel Constantin Ionică    |       | PSD   |
| Ploiești              | Iulian Teodorescu          |       | PNL   | Adrian Dobre                |       | PNL   |
| Rădăuți               | Aurel Olărean              |       | PNL   | Nistor Tătar                |       | PSD   |
| Râmnicu Sărat         | Viorel Holban              |       | PNL   | Sorin Cîrjan                |       | PSD   |
| Râmnicu Vâlcea        | Gigi Ion Matei             |       | PSD   | Mircia Gutau                |       | PER   |
| Reghin                | Maria Precup               |       | PSD   | Maria Precup                |       | PSD   |
| Reșița                | Crina Ioan                 |       | PSD   | Ioan Popa                   |       | PNL   |
| Roman                 | Laurențiu Leoreanu         |       | PNL   | Laurențiu Leoreanu          |       | PNL   |
| Roșiorii de Vede      | Cristian Duică             |       | PSD   | Valerică Cârciumaru         |       | PSD   |
| Săcele                | Radu Nistor Florea         |       | PNL   | Virgil Popa                 |       | PSD   |
| Salonta               | László Török               |       | UDMR  | László Török                |       | UDMR  |
| Satu Mare             | Dorel Coica                |       | PSD   | Gábor Kereskényi            |       | UDMR  |
| Sfântu Gheorghe       | Árpád Antal                |       | UDMR  | Árpád Antal                 |       | UDMR  |
| Sebeș                 | Adrian Alexandru Dăncilă   |       | PSD   | Dorin Nistor                |       | PNL   |
| Sibiu                 | Astrid Fodor               |       | FDGR  | Astrid Fodor                |       | FDGR  |
| Sighetu Marmației     | Ovidiu Nemeș               |       | PNL   | Horia Scubli                |       | PSD   |
| Sighișoara            | Ionel Gavrilă              |       | PNL   | Ovidiu Mălăncrăvean         |       | PSD   |
| Sinaia                | Vlad Oprea                 |       | PNL   | Vlad Oprea                  |       | PNL   |
| Slatina               | Minel Prina                |       | PSD   | Emil Mot                    |       | PSD   |
| Slobozia              | Alexandru Stoica           |       | PSD   | Adrian Mocinoiu             |       | PSD   |
| Suceava               | Ion Lungu                  |       | PNL   | Ion Lungu                   |       | PNL   |
| Târgoviște            | Cristian Stan              |       | PSD   | Cristian Stan               |       | PSD   |
| Târgu Jiu             | Florin Cârciumaru          |       | PSD   | Florin Cârciumaru           |       | PSD   |
| Târgu Mureș           | Dorin Florea               |       | Ind.  | Dorin Florea                |       | Ind.  |
| Târgu Secuiesc        | Tiberiu Bokor              |       | UDMR  | Tiberiu Bokor               |       | UDMR  |
| Târnăveni             | Sorin Nicolae Meghesan     |       | PNL   | Sorin Nicolae Meghesan      |       | PNL   |
| Tecuci                | Gerhardt Daniel Țuchel     |       | PNL   | Cătălin Constantin Hurdubae |       | PSD   |
| Timișoara             | Nicolae Robu               |       | PNL   | Nicolae Robu                |       | PNL   |
| Toplița               | Stelu Platon               |       | PNL   | Stelu Platon                |       | PNL   |
| Tulcea                | Constantin Hogea           |       | Ind.  | Constantin Hogea            |       | Ind.  |
| Turda                 | Tudor Ștefănie             |       | PNL   | Cristian Matei              |       | PSD   |
| Turnu Măgurele        | Nicolae Mohanu             |       | PSD   | Dănuț Cuclea                |       | PSD   |
| Urziceni              | Constantin Sava            |       | PNL   | Constantin Sava             |       | PNL   |
| Vaslui                | Vasile Pavăl               |       | PSD   | Vasile Pavăl                |       | PSD   |
| Vatra Dornei          | Ilie Boncheș               |       | PNL   | Ilie Boncheș                |       | PNL   |
| Vulcan                | Gheorghe Ile               |       | PNL   | Gheorghe Ile                |       | PSD   |
| Zalău                 | Radu Căpîlnașiu            |       | PNL   | Ionel Ciunt                 |       | PSD   |